# Filla Island
Filla Island ist eine 5 km lange und felsige Insel vor der Ingrid-Christensen-Küste des ostantarktischen Prinzessin-Elisabeth-Lands. Sie ist die größte der Rauer-Inseln und liegt im nördlichen Teil dieser Inselgruppe.
Norwegische Kartografen kartierten sie anhand von Luftaufnahmen der Lars-Christensen-Expedition 1936/37. Sie gaben einer vermeintlich deutlich größeren Insel mit zerklüftetem Küstenverlauf den deskriptiven Namen Filla (norwegisch für Fetzen). 1952 ermittelte der US-amerikanische John H. Roscoe anhand der Luftaufnahmen der Operation Highjump (1946–1947), dass es sich bei der von den Norwegern benannten Insel in Wirklichkeit um eine Vielzahl kleiner Inseln handelt. Er übertrug die norwegische Benennung in abgewandelter Form auf die hier beschriebene Insel.